# مصفوفة منطقية
مصفوفة منطقية (بالإنجليزية: Logical matrix) أو مصفوفة ثنائية أو مصفوفة (0,1) هي مصفوفة تساوي جميع مداخلها الصفر أو الواحد.